# C++
C++ (C Plus Plus, CPP, IPA: /siː pləs pləs/) là một ngôn ngữ lập trình đa năng bậc cao (high-level) được tạo ra bởi Bjarne Stroustrup như một phần mở rộng của ngôn ngữ lập trình C, hoặc "C với các Class", Ngôn ngữ đã được mở rộng đáng kể theo thời gian và C ++ hiện đại có các tính năng: lập trình tổng quát, lập trình hướng đối tượng, lập trình thủ tục, ngôn ngữ đa mẫu hình tự do có kiểu tĩnh, dữ liệu trừu tượng, và lập trình đa hình, ngoài ra còn có thêm các tính năng, công cụ để thao tác với bộ nhớ cấp thấp. Từ thập niên 1990, C++ đã trở thành một trong những ngôn ngữ thương mại ưa thích và phổ biến của lập trình viên.
C++ được thiết kế hướng tới lập trình hệ thống máy tính và phần mềm nhúng trên các mạch vi xử lý, bao gồm cả hệ thống có tài nguyên hạn chế và tài nguyên khổng lồ, với ưu điểm vượt trội về hiệu suất, hiệu quả và tính linh hoạt cao. C++ có thể tìm thấy ở mọi nơi, với những điểm mạnh là cơ sở hạ tầng phần mềm và các ứng dụng bị hạn chế tài nguyên. bao gồm: phần mềm ứng dụng máy tính cá nhân, trò chơi điện tử, các hệ thống máy chủ (ví dụ: phần mềm thương mại điện tử, cỗ máy tìm kiếm trên web hoặc máy chủ SQL) và các ứng dụng ưu tiên về hiệu suất (ví dụ: tổng đài thông tin liên lạc hoặc thiết bị thăm dò không gian). C++ hầu hết được thực thi dưới dạng là một ngôn ngữ biên dịch, có thể chạy trên nhiều nền tảng khác nhau như Windows, Mac OS, Linux, các phiên bản Unix. Nhiều nhà cung cấp cung cấp các trình biên dịch C++, bao gồm Tổ chức Phần mềm Tự do, Microsoft, Intel và IBM.
C++ được Tổ chức Tiêu chuẩn hóa Quốc tế (ISO) chuẩn hóa, với phiên bản tiêu chuẩn mới nhất được ISO phê chuẩn và công bố vào tháng 12 năm 2017 là ISO / IEC 14882: 2017 (được gọi một cách không chính thức là C++ 17). Ngôn ngữ lập trình C++ ban đầu được chuẩn hóa vào năm 1998 là ISO / IEC 14882: 1998, sau đó được sửa đổi theo tiêu chuẩn C++ 03, C++ 11 và C++ 14. Tiêu chuẩn C++ 17 hiện tại thay thế các tính năng mới này và một thư viện tiêu chuẩn mở rộng. Trước khi tiêu chuẩn hóa ban đầu vào năm 1998, C++ được phát triển bởi Bjarne Stroustrup tại Bell Labs từ năm 1979, như một phần mở rộng của ngôn ngữ C khi ông muốn một ngôn ngữ hiệu quả và linh hoạt tương tự như C, cũng cung cấp các tính năng cấp cao cho tổ chức chương trình. C++ 20 là tiêu chuẩn được lên kế hoạch tiếp theo sau đó, phù hợp với chuỗi hiện tại của một phiên bản mới cứ sau ba năm.
Nhiều ngôn ngữ lập trình khác được phát triển dựa trên nền tảng C++, bao gồm C#, D, Java và các phiên bản mới hơn của C.

## Chương trình Hello World đầu tiên
Chương trình Hello World là một chương trình đơn giản nhất của mọi ngôn ngữ lập trình
```
#include
 
<iostream>

int
 
main
()
 
{

    
std
::
cout
 
<<
 
"Hello World"
 
<<
 
std
::
endl
;

    
return
 
0
;

}

```

## Tổng quan về kỹ thuật
| Năm  | Tiêu chuẩn C++     | Tên gọi      |
| ---- | ------------------ | ------------ |
| 1998 | ISO/IEC 14882:1998 | C++98        |
| 2003 | ISO/IEC 14882:2003 | C++03        |
| 2011 | ISO/IEC 14882:2011 | C++11, C++0x |
| 2014 | ISO/IEC 14882:2014 | C++14, C++1y |
| 2017 | ISO/IEC 14882:2017 | C++17, C++1z |
| 2020 | ISO/IEC 14882:2020 | C++20, C++2a |

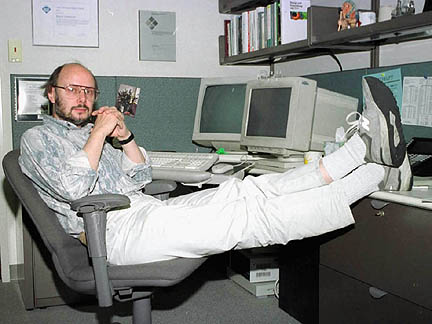
Bjarne Stroustrup, Cha đẻ của C++

Trong tiêu chuẩn 1998 của C++ có hai phần chính: phần ngôn ngữ cốt lõi và phần Thư viện chuẩn C++ (STL - Standard Template Library). Phần thư viện này lại bao gồm hầu hết thư viện tiêu bản chuẩn và phiên bản có điều chỉnh chút ít của thư viện chuẩn C. Nhiều thư viện C++ hiện hữu không thuộc về tiêu chuẩn như là thư viện Boost. Thêm vào đó, nhiều thư viện không theo tiêu chuẩn được viết trong C một cách tổng quát đều có thể sử dụng trong các chương trình C++.

### Chức năng dẫn nhập trong C++
So với C, C++ tăng cường thêm nhiều tính năng, bao gồm: khai báo như mệnh đề, chuyển kiểu giống như hàm, new/delete, bool, các kiểu tham chiếu, const, các hàm nội tuyến (inline), các đối số mặc định, nạp chồng hàm, không gian tên (namespace), các lớp (bao gồm tất cả các chức năng liên quan tới lớp như kế thừa, hàm thành viên (phương pháp), hàm ảo, lớp trừu tượng, và cấu tử), nạp chồng toán tử, tiêu bản, toán tử phạm vi ::, xử lý ngoại lệ, và sự nhận dạng kiểu trong thời gian thi hành.
C++ còn tiến hành nhiều phép kiểm tra kiểu hơn C trong nhiều trường hợp.
Câu lệnh chú giải bắt đầu với // nguyên là một phần của BCPL được tái sử dụng trong C++.
Một số thành phần của C++ sau này đã được thêm vào C, bao gồm const, inline, khai báo biến trong vòng lặp for và chú giải kiểu C++ (sử dụng ký hiệu //). Tuy nhiên, C99 cũng bổ sung thêm một số tính năng không có trong C++, ví dụ như macro với số đối số động.
Vì được phát triển từ C, trong C++, thuật ngữ đối tượng có nghĩa là vùng nhớ như được dùng trong C, chứ không phải là một phiên bản của lớp như được hiểu trong phần lớn ngôn ngữ lập trình hướng đối tượng khác. Ví dụ như:
int i;
Dòng trên sẽ định nghĩa một đối tượng kiểu int (số nguyên), tức là một vùng nhớ sẽ được sử dụng để lưu giữ biến i.

### Thư viện C++
Thư viện chuẩn C++ dùng lại thư viện chuẩn C với một số điều chỉnh nhỏ để giúp nó hoạt động tốt hơn với ngôn ngữ C++. Một bộ phận lớn khác của thư viện C++ dựa trên Thư viện tiêu bản chuẩn (hay còn gọi là STL - viết tắt từ chữ Standard Template Library). Thư viện này có nhiều công cụ hữu dụng như là các thùng chứa (ví dụ như vector, danh sách liên kết và biến lặp (tổng quát hóa từ khái niệm con trỏ) để cung cấp những thùng chứa này sự truy cập giống như là truy cập mảng. Xa hơn nữa, bảng (đa) ánh xạ (mảng kết hợp) và (đa) tập, tất cả được cung cấp để có thể xuất ra các giao diện tương thích. Do đó, có thể dùng tiêu bản để viết các thuật toán tổng quát mà chúng làm việc được với bất kì thùng chứa nào hay với bất kì dãy nào được định nghĩa bởi biến lặp. Giống như C, các tính năng của thư viện này thì được truy cập bởi việc sử dụng lệnh dẫn hướng #include để bao gồm một tập tin tiêu đề chuẩn. C++ cung ứng 69 tiêu đề chuẩn, trong đó có 19 tiêu đề không còn hiệu lực nữa.
Vì thư viện chuẩn được thiết kế bởi những chuyện gia hàng đầu và đã được chứng minh trong toàn bộ lịch sử kĩ nghệ, các thành phần của thư viện này được khuyến cáo sử dụng thay vì dùng những phần viết tay bên ngoài hay những phương tiện cấp thấp khác. Ví dụ, dùng std:vector hay std::string thay vì dùng kiểu mảng đơn thuần sẽ không những là cho "đời sống dễ thở hơn", mà còn là một cách hữu hiệu để viết phần mềm được an toàn và linh hoạt hơn.
STL nguyên là một thư viện của hãng HP và sau đó là của SGI, trước khi nó được nhận vào thành chuẩn C++. Tiêu chuẩn thì không tham chiếu nó bằng cái tên "STL", khi đa phần nó chỉ là bộ phận tiêu chuẩn. Tuy vậy, nhiều người vẩn dùng khái niệm "STL" này để phân biệt nó với phần còn lại của thư viện C++ như là IOstream, quốc tế hóa (ký tự và ngôn ngữ trình bày), chẩn đoán, thư viện C,...
Một đề án mang tên STLPort, dựa cơ sở trên SGI STL, bảo trì các thiết lập mới của STL, IOStream và string. Các đề án khác cũng có những xây dựng đặc thù riêng của thư viện chuẩn với các mục tiêu thiết kế khác nhau. Mỗi nơi sản xuất hay phổ biến nhà trình dịch C++ đều bao gồm một sự thiết lập của thư viện, vì đây là phần quan trọng của tiêu chuẩn và lại là kỳ vọng của người lập trình.

## C++ Các chức năng hướng đối tượng
C++ dẫn nhập thêm một số chức năng hướng đối tượng (OO) lên C. Nó cung cấp các lớp mà có 4 chức năng thông dụng trong các ngôn ngữ OO: tính trừu tượng, tính đóng gói, tính đa hình, và tính kế thừa.
Lưu ý: trong phần này các từ "hàm nội tại", "phương pháp", hay "hàm" đều có cùng một nghĩa là "phương thức thuộc về một lớp".

### Tính đóng gói
C++ xây dựng tính đóng bằng cách cho phép mọi thành viên của một lớp có thể được khai báo bằng các từ khoá public, private hay protected. (xem thêm các khái niệm cơ bản trong ngôn ngữ OOP). Một thành viên private chỉ có thể được truy cập từ các phương pháp (hàm nội tại) là thành viên của chính lớp đó hay được truy cập từ các hàm và các lớp được đặc biệt cho phép sử dụng bằng cách dùng từ khóa friend. Một thành viên protected của một lớp sẽ có thể truy cập được từ các thành viên (nào đó) của các lớp có tính kế thừa của nó hay cũng có thể truy cập được từ các thành viện của chính lớp đó và của mọi thành viên friend.
Nguyên lý của OOP là mọi và chỉ có các hàm là có thể truy cập được đến các giá trị nội tại của cùng lớp thì nên có tính đóng. C++ có hỗ trợ đặc tính này (qua các hàm thành viên và các hàm friend), nhưng C++ lại không là yêu cầu bắt buộc: người lập trình có thể khai báo các phần hay tất cả các giá trị nội tại là công cộng (public), và cũng cho phép làm cho toàn bộ lớp trở thành công cộng. Lý do là vì C++ hỗ trợ không chỉ lập trình hướng đối tượng mà còn hỗ trợ các mẫu hình yếu hơn như là lập trình module.
Một thói quen tốt cần có trong thực hành là khai báo mọi dữ liệu đều là riêng tư (private), hay ít nhất ở dạng bảo tồn, và sau đó, tạo ra một giao diện nhỏ (thông qua các phương pháp) cho người dùng của lớp này giấu đi các chi tiết thiết lập bên trong.

### Tính đa hình
Khái niệm đa hình được dùng khá rộng rãi và là khái niệm bị lạm dụng cũng như không được định nghĩa rõ ràng.
Nói chung tính đa hình trong lập trình hướng muốn nói đến 1 đoạn code nhưng trong 2 trường hợp khác nhau có thể xuất ra 2 kết quả khác nhau. Vì tính chất ra nhiều kết quả khác nhau này nên nó được gọi là đa hình.
Trong trường hợp của C++, khái niệm này thường được nối kết với các tên của các hàm thành viên. Các hàm thành viên này có cùng tên, sự khác nhau chỉ có thể được dựa vào một hay cả hai yếu tố sau:
1. Số lượng và kiểu của các đối số (tức là nguyên mẫu của hàm). Tính chất này gọi là đa hình tĩnh (static polymorphism)
2. Kiểu lớp mà thực thể thực sự thuộc vào. Tính chất này được dùng khi hàm thành viên được định nghĩa là hàm ảo qua từ khóa virtual, tính chất này gọi là đa hình động (dynamic polymorphism)

Khi được gọi thì chương trình sẽ tùy theo hai yếu tố trên để xác định chính xác hàm nào phải được thực thi trong số các hàm cùng tên.
Ví dụ sau đây mô tả tính đa hình:
```
 
/* Static polymorphism */

 
extern
 
int
 
SendJobToDevice
(
PrintJobText
 
*
,
 
DeviceLaser
 
*
);

 
extern
 
void
 
SendJobToDevice
(
PrintJobText
 
*
,
 
DeviceJet
 
*
);

 
extern
 
void
 
SendJobToDevice
(
PrintJobHTML
 
*
,
 
DeviceLaser
 
*
);

 
extern
 
void
 
SendJobToDevice
(
PrintJobHTML
 
*
,
 
DeviceJet
 
*
);...

 
SendJobToDevice
(
printJob
,
 
device
);

 
/* Dynamic polymorphism */

 
class
 
Device
 
{

 
public
:

 
virtual
 
void
 
print
(
PrintJob
*
);...

 
};

 
PrintJob
 
*
printJob
;

 
Device
 
*
device
;...

 
device
->
print
(
printJob
);

 
// Note that since C++ does not have multiple dispatch, the above

 
// function call is polymorphic based only on the device's type.

```

Ví dụ thứ hai về tính đa hình động:
```
 
class
 
Nguoi

 
{

 
public
:

 
virtual
 
void
 
Chao
()
 
// Hàm ảo

 
{

 
cout
 
<<
 
"Toi chua biet chao"
;

 
};

 
};

 
//------------------

 
class
 
NguoiViet
:
 
public
 
Nguoi

 
{

 
public
:

 
void
 
Chao
()

 
{

 
cout
 
<<
 
"Xin chao."
;

 
}

 
};

 
//------------------

 
class
 
NguoiAnh
:
 
public
 
Nguoi

 
{

 
public
:

 
void
 
Chao
()

 
{

 
cout
 
<<
 
"Hello."
;

 
}

 
};

 
//------------------

 
int
 
main
()

 
{

     
cout
<<
"Toi la Nguyen Huy Hoang
\n
"
;

 
Nguoi
 
*
n
;
 
NguoiViet
 
nv
;
 
NguoiAnh
 
na
;

 
n
 
=
 
&
nv
;

 
n
->
Chao
();
 
// (*)

 
n
 
=
 
&
na
;

 
n
->
Chao
();
 
// cùng dòng code voi (*) nhưng lại cho kết quả khác

 
return
 
0
;

 
}

```

Trong C, thì đa hình (động) có thể đạt tới bằng cách dùng từ khóa switch hay dùng con trỏ hàm.
C++ còn cung cấp hai tính năng độc đáo cho đa hình là:
- Nạp chồng toán tử (overloading): Cho phép một toán tử hay một hàm có những ứng xử khác nhau phụ thuộc vào kiểu của các toán hạng hay các tham số tại thời điểm toán tử hay hàm được triệu gọi.

Ví dụ, ta có thể định nghĩa hai hàm trùng tên như sau: float Demo(float a, float b) {return a + b;} và int Demo(int a, int b) {return a - b;}
Ta cũng có thể tải bội phép cộng cho lớp MATRIX để có thể viết được C = A + B khi A, B và C có kiểu MATRIX. 
- Tính ảo (virtual): Cho phép một phương thức (hàm thành viên hoặc toán tử) của lớp có ứng xử khác nhau phụ thuộc vào sự kế thừa của lớp con cháu (Xem phương thức Chao() trong ví dụ trên.

Hai tính năng trên cho phép chương trình định ra nhiều sự thiết lập khác nhau của một hàm để sử dụng ứng với các kiểu (khác nhau) của các đối tượng.
Việc quá tải hàm cho phép các chương trình khai báo nhiều hàm có chung một tên (ngay cả việc các hàm này thuộc cùng một lớp). Các hàm này phân biệt được bởi số lượng và kiểu của các tham số. Ví dụ, một chương trình có thể có khai báo 3 hàm sau:
```
 
void
 
pageUser
(
int
 
userid
);

 
void
 
pageUser
(
int
 
userid
,
 
string
 
message
);

 
void
 
pageUser
(
string
 
username
);

```

Sau, đó, khi trình dịch đọc phải câu lệnh có gọi tới hàm pageUser(), thì nó sẽ xác định xem đó là hàm nào tùy dựa trên số lượng và kiểu của các đối số đã được đưa vào (tức là dựa vào sự khác nhau của các nguyên mẫu của những hàm này). Lý do ta gọi kiểu quá tải hàm này là đa hình tĩnh vì nó được phân lập trong thời gian dịch mã.
Chú ý: trình dịch sẽ không phân biệt khác nhau về kiểu trả về, do đó không thể quá tải hai hàm hoàn toàn giống nhau trong cùng một lớp mà lại chỉ khác nhau về kiểu trả về.
Quá tải toán tử (operation overloading) là một dạng của quá tải hàm. Nó là một trong những đặc tích của C++ bị nhiều tranh cãi nhất. Nhiều người cho rằng việc quá tải toán tử đã bị lạm dụng quá đáng, nhưng nhiều người khác nghĩ rằng đây là công cụ rất mạnh để tăng cường sự biểu thị (qua ký các hiệu toán tử).
Danh sách các toán tử có thể thực hiện quá tải
```
+ - * / = < > += -= *= /= << 
 >> <<= >>= ==!= <= >= ++ -- % & ^ 
! | ~ &= ^= |= && || %= [] () new delete
```

Việc quá tải hàm cho phép người lập trình định nghĩa nhiều phiên bản khác nhau của một hàm để dùng với các kiểu đối số khác nhau trong khi việc quá tải toán tử lại cho phép người lập trình định nghĩa nhiều phiên bản khác nhau của một toán tử để dùng với các kiểu phép toán khác nhau.
Integer& operator++();
thì chương trình này có thể dùng toán tử ++ với các đối tượng của kiểu Integer. Ví dụ như:
```
 
Integer
 
a
 
=
 
2
;

 
++
a
;

```

sẽ ứng xử tương đương với:
```
 
Integer
 
a
 
=
 
2
;

 
a
.
operator
++
();

```

Trong phần lớn trường hợp, đoạn mã nguồn trên sẽ làm tăng giá trị của biến a lên 3. Tuy nhiên, lập trình viên viết lớp Integer có thể định nghĩa toán tử Integer::operator++() làm bất cứ gì lập trình viên muốn. Vì toán tử thường được dùng ngầm, lập trình viên không nên khai báo toán tử trừ trường hợp ý nghĩa của toán tử là rõ ràng và không gây nhầm lẫn. Tuy nhiên, có nhiều ý kiến cho rằng thư viện chuẩn C++ không tuân theo quy ước này. Ví dụ, đối tượng cout, được sử dụng để xuất ký tự ra màn hình có toán tử quá tải <<, nhiều người cho rằng toán tử << là không rõ ràng và vô nghĩa trong trường hợp muốn xuất ký tự ra màn hình do toán tử này cũng là toán tử được dùng trong phép tính dịch bit. Tuy nhiên, phần lớn lập trình viên cho rằng cách sử dụng toán tử << trong trường hợp cout là có thể chấp nhận được.
Tiêu bản C++ sử dụng rất nhiều tính đa hình tĩnh, trong đó bao gồm cả các toán tử được quá tải.
Hàm ảo cung cấp một kiểu đa hình khác. Trong trường hợp này, các đối tượng có cùng một lớp cơ sở có thể sử dụng một hàm một cách khác nhau. Ví dụ, lớp cơ sở PrintJob bao gồm hàm thành viên:
virtual int getPageCount(double pageWidth, double pageHeight)
Mỗi cách khác nhau của công việc in như là DoubleSpacedPrintJob, có thể trở thành phương pháp ưu tiên với một hàm mà có thể tính được gần đúng số trang của công việc in theo cách đó. Ngược lại, với việc quá tải hàm, các tham số của một hàm thành phần cho trước thì luôn luôn xác định và không đổi về số lượng và kiểu. Chỉ có kiểu của đối tượng (mà theo đó tên của phương pháp này được gọi) là có thay đổi.
Khi một hàm thành viên ảo của một đối tượng được gọi thì trình dịch đôi khi không được kiểu của đối tượng này ở thời gian dịch và do đó không thể xác định hàm (quá tải) nào để gọi. Quyết định gọi này bởi vậy phải để vào thời gian thực thi. Trình dịch sẽ tạo ra các mã để kiểm tra lại kiểu của đối tượng ở thời gian thi hành và từ đó xác định hàm nào để gọi. Bởi vì việc xác định hàm chỉ xảy ra lúc chạy chương trình nên phương pháp quá tải hàm này được gọi là đa hình động.
Sự xác định và thi hành của một hàm trong thời gian thực thi gọi là điều phối động. Trong C++, việc này thường hoàn tất bằng cách dùng các bảng ảo.

### Tính kế thừa
Kế thừa từ một lớp cơ sở có thể được khai báo thông qua các đặc tính công cộng, bảo tồn, hay riêng tư. Những đặc tính này cho phép xác định khi nào các lớp dẫn xuất hay không liên quan có thể sử dụng các thành viên công cộng, bảo tồn, hay riêng tư của lớp cơ sở. Tuy nhiên, chỉ có sự kế thừa dạng công cộng là hoàn toàn theo đúng ý nghĩa của việc "kế thừa". Hai dạng khác thì ít được dùng hơn. Nếu các đặc tả này không được khai báo thì việc kế thừa được gán mặc định là dạng riêng tư cho lớp cơ sở và dạng công cộng cho một cấu trúc cơ sở.
Các lớp cơ sở có thể được khai báo là ảo (thông qua từ khóa virtual). Kế thừa ảo bảo đảm rằng chỉ có một thực thể của lớp cơ sở tồn tại trong đồ thị kế thừa, tránh được một số vấn đề mơ hồ của việc đa kế thừa.
Đa kế thừa cũng là một tính năng có nhiều tranh cãi trong C++. Tính đa kế thừa cho phép một lớp được dẫn xuất từ nhiều hơn một lớp cơ sở; điều này có thể dẫn tới một đồ thị phức tạp của các quan hệ kế thừa. Ví dụ, lớp "Buổi học" có thể kế thừa từ hai lớp "thời gian" và "bộ môn". Một số ngôn ngữ khác như Java, tiến hành cách thức tương tự bằng cách cho phép kế thừa của nhiều giao diện trong khi giới hạn số lượng của các lớp cơ sở (kế thừa) chỉ còn là một lớp. (giao diện, không như lớp, không cho phép thiết lập nội dung của các thành viên và do đó không thể có thực thể)

## Thiết kế của C++
Trong tác phẩm The Design and Evolution of C++ ISBN 0-201-54330-3, Bjarne Stroustrup miêu tả các quy tắc mà ông ta dùng cho việc thiết kế C++. Biết rõ các quy tắc này sẽ giúp hiểu được tại sao C++ lại đi theo cách riêng của nó. Sau đây là một tổng kết sơ lược của các quy tắc. Các chi tiết của chúng có thể được tìm thấy trong cuốn The Design and Evolution of C++.
- C++ được thiết kế để là một ngôn ngữ tổng quát có kiểu tĩnh mà lại hữu hiệu và năng động như C
- C++ được thiết kế nhằm hỗ trợ trực tiếp và đầy đủ nhiều kiểu lập trình như là lập trình cấu trúc, sự Trừu tượng của dữ liệu, lập trình hướng đối tượng, và lập trình tổng quát.
- C++ được thiết kế để người lập trình có cơ hội lựa chọn ngay cả khi điều này có thể dẫn tới sự chọn lựa sai lầm của người lập trình.
- C++ được thiết kế để tương thích với C càng nhiều càng tốt, do đó, có cung ứng một sự chuyển đổi (ngôn ngữ) rất thuận tiện từ C.
- C++ tránh các chức năng mà chúng thuộc về dặc điểm riêng của nền tảng hay của mục đích chung chung.
- C++ không lệ thuộc vào các phần bổ sung cho các tính năng thừa.
- C++ được thiết kế để hoạt động mà không cần phải có môi trường lập trình hoàn thiện.

Đọc thêm:
- Inside the C++ Object Model, cuốn sách đào sâu nội dung của C++ của Stanley B. Lippman, ông là người xây đựng và bảo trì C-front, một phiên bản thiết lập nguyên thủy của C++ tại Bell Labs. Sách này trình bày làm thế nào trình dịch C++ chuyển các câu lệnh vào sự thiết trí bên trong bộ nhớ.

## Lịch sử C++
Stroustrup đã bắt đầu làm việc với khái niệm lớp trong 1979. Ý tưởng tạo ra một ngôn ngữ mới bắt nguồn từ kinh nghiệm lập trình khi mà ông viết luận án tiến sĩ. Stroustrup nhận ra rằng Simula có nhiều tính năng hữu dụng cho việc phát triển một phần mềm lớn nhưng nó đã quá chậm trong ứng dụng thực tế, trong khi đó, BCPL lại nhanh nhưng ở cấp quá thấp và không tiện cho việc phát triển phần mềm lớn. Đến khi làm việc ở Bell Labs, thì ông gặp phải vấn đề trong việc phân tích nhân Unix với việc tính toán phân tán. Dùng lại kinh nghiệm lúc làm luận án tiến sĩ, Stroustrup cài thêm các tính năng giống như Simula vào trong C để nâng cao. C được chọn là vì đó là ngôn ngữ tổng quát, nhanh và năng động. Lần đầu tiên, các chức năng như là lớp, lớp dẫn xuất, kiểm tra kiểu mạnh, nội tuyến (inline), và đối số mặc định đã được thêm vào trong C. Lần xuất bản đầu tiên vào thị trường xảy ra trong tháng 11/1985.
Năm 1983, thì tên C với các lớp được đổi thành C++. các chức năng mới được thêm vào bao gồm hàm ảo, quá tải hàm và toán tử, tham chiếu, hằng, khả năng kiểm soát bộ nhớ của lưu trữ tự do, nâng cao việc kiểm soát kiểu, và lệnh chú giải kiểu (//).
Năm 1985, tác phẩm The C++ Programming Language được xuất bản lần đầu tiên, cung cấp một tài liệu tham khảo quan trọng cho ngôn ngữ nhưng đó chưa là một tiêu chuẩn chính thức.
Năm 1989 phiên bản C++ 2.0 phát hành. Các tính năng mới bao gồm đa kế thừa, lớp trừu tượng, hàm tĩnh, hàm thành viên hằng, và thành viên bảo tồn.
Năm 1990, cuốn The Annotated C++ Reference Manual được xuất bản cung cấp nền tảng cho tiêu chuẩn tương lai.
Phiên bản xuất bản sau đó có thêm các chức năng tiêu bản, ngoại lệ, không gian tên, chuyển kiểu cho toán tử new, và kiểu Boolean.
Khi C++ hình thành, thì thư viện chuẩn hoàn thiện với nó. Thư viện C++ đầu tiên thêm vào là iostream.h cung cấp cơ sở để thay thế các hàm C truyền thống như là printf và scanf. Sàu này, trong những thư viện chuẩn quan trọng nhất được thêm vào là Thư viện Tiêu bản Chuẩn.
Sau nhiều năm làm việc, có sự cộng tác giữa ANSI và hội đồng tiêu chuẩn hoá C++ của ISO để soạn thảo tiêu chuẩn ISO/IEC 14882:1998. Phiên bản tiêu chuẩn này được phát hành năm 1989, hội đồng tiếp tục xử lý các báo cáo trục trặc, và ấn hành một phiên bản sửa sai của chuẩn C++ trong năm 2003.
Không ai là chủ nhân của ngôn ngữ C++, nó hoàn toàn miễn phí khi dùng. Mặc dù vậy, các văn bản tiêu chuẩn thì không miễn phí.

### Sự phát triển trong tương lai
C++ tiếp tục phát triển để thỏa mãn các nhu cầu tương lai. Đặc biệt nhóm Boost.org, làm việc trên hầu hết các dạng và các khuyến cáo trong C++ cho Hội đồng Tiêu chuẩn C++ về các chức năng hoạt động tốt và các chức năng cần được cải thiện. Công việc hiện tại cho thấy bản năng đa mẫu hình của C++ sẽ ngày càng nhiều. Ví dụ: Công việc của Boost.org mở rộng rất mạnh chức năng của C++ và khả năng siêu lập trình (metaprogramming) của nó. Chuẩn C++ không đề cập về sự thiết lập của mã hóa tên (name decoration), xử lý ngoại lệ và sự thiết lập các tính năng đặc biệt khác, tạo mã đối tượng mà nó được làm ra từ những trình biên dịch không tương thích khác. Dù vậy, vẫn có những tiêu chuẩn khác từ các nhà sản xuất dùng cho những máy hay OS riêng biệt nhằm tiêu chuẩn hóa các trình biên dịch trên các nền tảng đó, Ví dụ .
Các trình biên dịch cho đến gần đây (2004) vẫn lưỡng lự khi hỗ trợ toàn bộ chuẩn C++, đặc biệt là trong những lãnh vực của tiêu bản (đây là phần ngôn ngữ đã được công nhận hoàn toàn từ hội đồng tiêu chuẩn. Một điểm các biệt đáng nói nữa là từ khóa export, nhằm cho phép các định nghĩa của các tiêu bản được tách rời khỏi các khai báo của chúng. Trình biên dịch đầu tiên thiết kế kiểu này là Comeau C++, đầu năm 2003 (5 năm sau khi tiêu chuẩn đã được phát hành!); trong năm 2004, phiên bản beta trình biên dịch của Borland C++ Builder X cũng hỗ trợ dùng export. Cả hai trình biên dịch đó dựa trên phần tương tác ngoại vi (front-end) của EDG C++. Cũng cần lưu ý rằng nhiều sách cung cấp mã Ví dụ cho việc thiết lập từ khóa export (Ivor Horton's Beginning ANSI C++, pg. 827) mà lại không dịch được, nhưng lại cũng không có tham khảo vấn dề này với việc (khó khăn) đã nêu trên. Những trình biên dịch khác như là Microsoft Visual C++ và GCC thì hoàn toàn không hỗ trợ nó. Herb Sutter, thư ký hội đồng tiêu chuẩn C++, có khuyến cáo rằng export sẽ được hủy bỏ trong các phiên bản tương lai của chuẩn C++  Lưu trữ ngày 7 tháng 6 năm 2011 tại Wayback Machine. Nhưng quyết định tối hậu đã được đưa ra là giữ nguyên nó trong chuẩn C++.
Nhiều vấn đề về tiêu bản bao gồm các xây dựng như đặc biệt hóa tiêu bản từng phần, mà đã được hỗ trợ một cách nghèo nàn trong nhiều năm sau khi chuẩn C++ đã ra đời.

### Lịch sử của tên "C++"
Tên C++ được đặt ra bởi Rick Mascitti (giữa 1983) và lần đầu tiên được dùng trong tháng 12 1983. Trước đó, trong suốt thời kì nghiên cứu, khi ngôn ngữ phát triển đã được đề cập như là "C với các lớp". Toán tử ++ được nối vào với tên "C" (có nghĩa là tăng giá trị của C lên 1 đơn vị) được dùng theo cách đặt tên thông thường của việc dùng dấu + với ý nghĩa "nâng cao". Ví dụ: "Wikipedia+". Sau này phiên bản ngôn ngữ lập trình cao hơn dựa trên nền tảng của C và C++ được gọi là C#, tương ứng với 4 dấu +. Theo Stroustrup thì:
Cái tên C++ nhấn mạnh sự tiến hóa tự nhiên của các thay đổi từ C. C+ là tên của một ngôn ngữ lập trình cũ và không liên quan gì đến C hay C++.

## C++ không phải là C mở rộng
Trong khi nhiều mã nguồn viết trong C sẽ được dịch như là ngôn ngữ C++ mà không gặp trở ngại gì thì cũng có một số khác nhau giữa hai ngôn ngữ đã ngăn không cho C++ trở thành (ngôn ngữ) mở rộng của C. Chẳng hạn như C++ cấm gọi hàm main bên trong một chương trình, trong khi điều này hợp lệ trong C. Thêm vào đó C++ có nhiều giới hạn trong một số tính năng như là nó thiếu sự chuyển kiểu mặc định giữa các kiểu con trỏ không liên hệ nhau và cũng không cho phép một hàm được sử dụng nếu chưa khai báo.
Một vấn đè thường xảy ra khi chuyển dịch từ C sang C++ là nhiều từ khoá được thêm vào trong C++. Điều này có thể làm cho một số tên trong C trở thành bất hợp lệ trong C++. Ví dụ:
```
 
struct
 
template
 
{

 
int
 
new
;

 
struct
 
template
 
*
class
;

 
};

```

hợp lệ trong C nhưng không dùng được trong C++ vì các từ khoá template, new và class.
Sự khác nhau còn xảy ra trong kiểu trình bày. Ví dụ như trong một cách cũ và truyền thống của việc khai báo trong C sau đây sẽ không được chấp thuận trong C++:
```
 
int
 
subtract
(
minuend
,
 
subtrahend
)

 
int
 
minuend
;

 
int
 
subtrahend
;

 
{

 
return
 
minuend
 
-
 
subtrahend
;

 
}

```

Theo yêu cầu mới trong C++ nên viết thành:
```
 
int
 
subtract
(
int
 
minuend
,
 
int
 
subtrahend
)

 
{

 
return
 
minuend
 
-
 
subtrahend
;

 
}

```

Xem thêm chi tiết trong phần quan hệ với C++ của bài ngôn ngữ C.

## Các ví dụ trong C++

### Các ví dụ đơn giản
Hai chương trình đơn giản sau đây có thể chạy trong C++ dù không thực hiện điều gì có ý nghĩa:
```
#include
<iostream>

 
int
 
main
()

 
{

 
return
 
0
;

 
}

```

Nhiều khi việc đưa vào các tham số cho hàm main (để dùng lúc khởi động chương trình) là cần thiết:
```
 
int
 
main
(
int
 
argc
,
 
char
 
*
argv
[])

 
{

 
return
 
0
;

 
}

```

Trong đó, argc là số lượng tham số và argv là mảng các dãy ký tự chứa các tham số.
Lưu ý:
- Chuẩn C++ đòi hỏi hàm main phải trả về kiểu int. Nếu hàm này trả về kiểu khác thì nó không nằm trong tiêu chuẩn.
- Chuẩn C++ cũng không đòi hỏi phải có câu lệnh return trong hàm. Khi một hàm không cung cấp giá trị trả về sẽ được trình dịch trả về giá trị mặc định 0. Tuy nhiên, nhiều trình biên dịch không hỗ trợ việc này mà thay vào đó là báo lỗi.

#### Hello World!
Đây là ví dụ Hello World (Chào thế giới) dùng hàm cout trong thư viện chuẩn C++ để hiển thị một chuỗi ký tự và kết thúc chương trình.
```
 
#include
 
<iostream>
 // Required for std::cout

 
using
 
namespace
 
std
;
 
// For std library

 
int
 
main
()

 
{

 
cout
 
<<
 
"Hello World!"
 
<<
 
endl
;

 
}

```

#### Đọc bàn phím và hiển thị ra màn hình chuẩn
Ví dụ sau:
```
#include
 
<iostream>

 
using
 
namespace
 
std
;

 
int
 
main
()

 
{

 
int
 
response
;

 
std
::
cout
 
<<
 
"Are you feeling well? (1=Yes, 2=No)"
 
<<
 
std
::
flush
;

 
std
::
cin
 
>>
 
response
;

 
if
 
(
response
 
==
 
1
)
 
{

 
std
::
cout
 
<<
 
"I am glad that you are fine.
\n
"
;

 
}

 
else
 
{

 
std
::
cout
 
<<
 
"Oh, I am so sorry.
\n
"
;

 
}

 
}

 
// kết quả thì hên xui nha

```

Ví dụ này hiển thị câu hỏi; người dùng đưa vào thông báo trả lời và máy sẽ đọc vào biến response. Sau đó, khối mã của câu lệnh if sẽ phân nhánh quyết định hiển thị trả lời.

### Viết theo mẫu hình tiêu bản
C++ hỗ trợ nhiều mẫu hình lập trình, người lập trình có thể tùy nghi lựa chọn cho mình mẫu hình nào thích hợp hoặc lựa chọn ngay cả việc lập trình dùng đa mẫu hình. Ví dụ sau đây dùng mẫu hình Lập trình tiêu bản:
C++ hiện đại có thể hoàn tất các thao tác khó trong một phương cách đơn giản. Ví dụ sau đây dùng Thư viện bản Tiêu Chuẩn. Đó là thùng chứa map  và vector:
```
 
#include
 
<iostream>
 // std::cout

 
#include
 
<ostream>
 // operator <<

 
#include
 
<vector>
 // std::vector<>

 
#include
 
<map>
 // std::map<> and std::pair<>

 
#include
 
<algorithm>
 // std::for_each()

 
#include
 
<string>
 // std::string

 
using
 
namespace
 
std
;
 
// import "std" namespace into global namespace

 
void
 
display_item_count
(
pair
<
 
string
 
const
,
 
vector
<
string
>
 
>
 
const
&
 
person
)

 
{

 
// person is a pair of two objects: person.first is person's name,

 
// person.second is a list of person's items (vector of strings)

 
cout
 
<<
 
person
.
first
 
<<
 
" is carrying "

 
<<
 
person
.
second
.
size
()
 
<<
 
" items"
 
<<
 
endl
;

 
}

 
int
 
main
()

 
{

 
// Declare a map with string keys and vectors of strings as data

 
map
<
 
string
,
 
vector
<
string
>
 
>
 
items
;

 

 
// Add some people to the map and let them carry some items 

 
items
[
"Anya"
].
push_back
(
"scarf"
);

 
items
[
"Dimitri"
].
push_back
(
"tickets"
);

 
items
[
"Anya"
].
push_back
(
"puppy"
);

 

 
// Iterate over all the items in the container

 
for_each
(
items
.
begin
(),
 
items
.
end
(),
 
display_item_count
);

 
return
 
0
;

 
}

```

### Viết theo mẫu hình hướng đối tượng
Lưu ý:
- Các dòng màu đen là mã nguồn, các dòng màu khác là các dòng giải thích ý nghĩa sử dụng của OOP.
- Bản thân các lớp khi khai báo vẫn có tính trừu tượng. Nghĩa là, nó không sử dụng trực tiếp được (mà chỉ có thể xem là các kiểu dữ liệu). Chỉ khi nào người dùng thực hiện động tác thực thể hóa (instantiate) thì lớp này mới khởi động và tạo thành một đối tượng thực. Trong Ví dụ này thì câu lệnh Inherit1 boy; và câu lệnh Inherit2 girl; là hai câu lệnh để thực thể hóa thành hai đối tượng boy và girl.
- Sự hỗ trợ các loại đặc tính cho OOP trong C++ rất phong phú. Ví dụ chỉ nhằm minh họa các tính chất cơ bản của OOP.

### Hướng dẫn
- Dinkumware's C++ Library Reference Manual Lưu trữ ngày 14 tháng 9 năm 2005 tại Wayback Machine
- SGI's Standard Template Library Programmer's Guide
- C/C++ Reference
- Hyperlinked C++ BNF Grammar

### Trình dịch
- Borland's freely available compiler Lưu trữ ngày 16 tháng 5 năm 2006 tại Wayback Machine
- Digital Mars C++
- GNU Compiler Collection, including the g++ compiler
- Microsoft's freely available.NET C++ compiler

### Sách
- Giáo trình lập trình hướng đối tượng C++ bởi Ths Hoàng Thành.
- Programming:C plus plus(1) Wikibook
- Programming:C plus plus(2) Wikibook
- How to Think Like a Computer Scientist Lưu trữ ngày 29 tháng 10 năm 2005 tại Wayback Machine C++ version
- Free book "Thinking in C++" Lưu trữ ngày 27 tháng 11 năm 2011 tại Wayback Machine by Bruce Eckel
- Free book "C++: A Dialog" Lưu trữ ngày 30 tháng 10 năm 2005 tại Wayback Machine by Steve Heller
- Computer-Books.us Lưu trữ ngày 3 tháng 11 năm 2005 tại Wayback Machine Collection of online C++ books.

### Trợ huấn
- C++ Programming Tutorials - CoderSource.net
- Free C++ Tutorials Lưu trữ ngày 1 tháng 11 năm 2005 tại Wayback Machine
- Free, comprehensive C++ Tutorials from About.com Lưu trữ ngày 13 tháng 10 năm 2005 tại Wayback Machine
- GNAcademy.Org TWiki C++ Web Lưu trữ ngày 18 tháng 10 năm 2005 tại Wayback Machine
- The C++ Annotations

### Thông tin về các chuẩn
- Standards Committee Page: JTC1/SC22/WG21 - C++
- Somewhat dated draft of the C++ standard[liên kết hỏng]
- Testing C++ Compilers for ISO Language Conformance Lưu trữ ngày 27 tháng 4 năm 2006 tại Wayback Machine

### Các thư viện và tài liệu liên đới
- Boost.org: C++ high quality libraries
- Common Text Transformation Library
- Planet Source Code Lưu trữ ngày 28 tháng 6 năm 2015 tại Wayback Machine with several thousand code samples
- Hierarchical (Mumps) data base facility Lưu trữ ngày 30 tháng 8 năm 2006 tại Wayback Machine

### Các trang web liên quan
- CodePedia, the developer's encyclopedia Lưu trữ ngày 22 tháng 9 năm 2013 tại Wayback Machine
- CProgramming.com
- Code Project

### Diễn đàn
- C++ learning community Lưu trữ ngày 7 tháng 1 năm 2007 tại Wayback Machine, C++ forums based at learning the C++ language
- C++ Forum at Cprogramming.com
- C and C++ at Daniweb
- C++ Home Forum Lưu trữ ngày 22 tháng 9 năm 2005 tại Wayback Machine at cpp-home.com

### Tạp chí
- C/C++ Users Journal

### Cộng đồng
- Association of C and C++ Users ACCU

### Khác
- C2.com Discussion
- Parsing C++
- Embedded C++ Homepage
- From Borland C++ to ISO/ANSI C++ A guide to translate C++ code for developers.
- Ch Lưu trữ ngày 1 tháng 12 năm 2005 tại Wayback Machine - free interpreter of C++ subset
- C++/CLI by Stanley B. Lippman
- freenode's ##C++ Lưu trữ ngày 15 tháng 12 năm 2005 tại Wayback Machine channel wiki
- Article "Incompatibilities Between ISO C and ISO C++" by David R. Tribble
- Newsgroups "comp.lang.c++" "comp.lang.c++.moderated" "comp.std.c++"
- Internet sites and files of interest to C++ users, A categorised list of C++ related links.
- University of Cambridge Department of Engineering list of C++ links Lưu trữ ngày 30 tháng 10 năm 2005 tại Wayback Machine
- C++ Programming Code Examples